# ヒジュラ暦
ヒジュラ暦（ヒジュラれき、阿: التقويم الهجري at-taqwīm al-hijrīy、英: Hijri calendar）は、主にイスラム圏で使われている暦法である。ヒジュラ太陰暦（ヒジュラたいいんれき）、イスラム暦（イスラムれき）とも呼ばれる。
月の満ち欠けの周期のみに基づく、純粋な太陰暦（閏月を設け、季節のずれを合わせる太陰太陽暦とは異なる）。このため、季節のずれまたは太陽暦とのずれを、毎年約11日ずつ積み重ねていくこととなる。
紀年法はヒジュラ紀元（ヒジュラきげん）と呼ばれる。ヨーロッパでは一般に、ラテン語で「聖遷の年」を意味する "anno Hegirae" を略してA.H.と表記される。

## 概要
第2代正統代理人ウマル・イブン・ハッターブが、預言者ムハンマドがマッカからマディーナへ聖遷（ヒジュラ）したユリウス暦622年を「ヒジュラの年」と定めヒジュラ暦元年とする新たな暦を制定した。なお、ヒジュラがあったとされる正確な日付は同622年7月15日（ユリウス通日では1 948 439日）である。
以上の「制定」はクルアーンにおける規定に則ったものであり、それは次の通りである。
1. まず、クルアーン（コーラン）の第9章36節抜粋『本当にアッラーの御許で、（1年の）月数は、12か月である。』[2]を以て、「平年の月数が12暦月である」ということが定められた。
2. 次いで、同37節抜粋『本当に（聖月を）延ばすことは、不信心を増長させ、それで不信者は誤って導かれている。ある年は（聖月を）普通の月とし、（他の年は）聖月とする。』[2]を以て、「閏月の恣意的なタイミングでの挿入によって、聖月を早めたり遅らせたりすること」が禁じられた。すなわち、実質的に「閏年においても、月数を12暦月とすること」が定められた。
3. 上記の2つの規定によって、その制定された暦法は、閏月を置いて季節ないし太陽暦と合わせる太陰太陽暦（日本の旧暦など）とは異なる、太陰暦（純粋太陰暦）となった。

太陰暦は約29.5日である朔望月を基準としているため、月には「29日の小の月」と「30日の大の月」とが存在する（月の大小）。これらがおおむね交互に繰り返され、ちょうど12暦月分そろったところで1暦年ができる。そうしてできた1暦年は約354暦日であるから、毎年約11日ずつ、季節や太陽暦とズレていく。このように季節を反映しないので、農事暦や財務暦としては不向きで、ルーミー暦（ユリウス暦をベースにした暦）などによって補われることもあった。現代ではイスラーム圏でもグレゴリオ暦が併用されていることが多く、イラン、アフガニスタンなど、紀元をヒジュラ暦元年に置く太陽暦であるヒジュラ太陽暦（主にイラン暦と呼称される）を併用する地域もある。
グレゴリオ暦 (CE) とヒジュラ暦 (AH) の簡易換算式は以下の通りである。
グレゴリオ暦 (CE) → ヒジュラ暦 (AH) 
{\displaystyle AH={\frac {33}{32}}\times (CE-622)}
ヒジュラ暦 (AH)  → グレゴリオ暦 (CE)
{\displaystyle CE=622+{\frac {32}{33}}\times AH}
グレゴリオ暦の2000年はヒジュラ暦では1421年に相当する。
サウジアラビアなどヒジュラ暦を公式の暦としている国では特許や著作権など法制度上の有効期限がグレゴリオ暦で数えた場合よりも短くなる。たとえば特許が15年間有効とした場合、グレゴリオ暦のそれよりも特許の有効期限が165日ほど短くなる。
なお、太陰太陽暦の多くが朔（さく；空の月が最も欠けた状態）を月の初めとするのに対し、ヒジュラ暦は三日月状の細い月が最初に見える日を月の初めとする。
上記のような複雑な計算を必要とするため、ヒジュラ暦のカレンダーを搭載した機械式時計は非常に少ない。スイスのパルミジャーニ・フルリエは、ヒジュラ暦の永久カレンダー搭載の腕時計を製作する希少なメーカーである。

## 月名・イスラーム教の祭礼
以下に、月名とその意味、および祭礼を示す。カタカナ表記は、ここに挙げたものに限らず、さまざまな方式がある。アラビア語のラテン文字転写は DMG / ALA-LC の両方を示しておく。１つだけ記載のものは両者に共通。
|          | 月名 | 月名 | 月名                     | 祭礼                                                                                           | 聖なる月か |
| カタカナ | アラビア語 | 意味 |                          | 祭礼                                                                                           | 聖なる月か |
| -------- | --- | --- | ------------------------ | ---------------------------------------------------------------------------------------------- | ---------- |
| 第1月    | ムハッラム | محرّم (Muḥarram)                                                                                                | 戦いを禁じられた月       | 10日 『アーシューラー （フサイン殉教祭）』                                                     | 該当       |
| 第2月    | サファル | صفر (Ṣafar) | 略奪のために家をあける月 |                                                                                                |            |
| 第3月    | ラビーア・アル＝アウワル (ラビーウル=アウワルなども）                                                                              | ربيع الأول (Rabīʿ al-Awwal)                                                                                    | 春の第１月               | 12日 『マウリド・アン＝ナビー （ムハンマド生誕祭）』                                           |            |
| 第4月    | ラビーア・アッ＝サーニー (ラビーウッ＝サーニーなども） あるいは ラビーア・アル＝アーヒル（ラビーウル＝アーヒルなども）             | ربيع الثاني (Rabīʿ aṯ-Ṯānī / Rabīʿ al-Thānī) あるいは ربيع الآخر (Rabīʿ al-Āḫir / Rabīʿ al-Ākhir)              | 春の第２月               |                                                                                                |            |
| 第5月    | ジュマーダー・アル＝ウーラー (ジュマーダル=ウーラーなども）                                                                        | جمادى الأولى (Ǧumādā l-Ūlā / Jumādā al-Ūlā)                                                                    | 第１の大地がかたまる月   |                                                                                                |            |
| 第6月    | ジュマーダー・アッ＝サーニヤ（ジュマーダッ＝サーニヤなども） あるいは ジュマーダー・アル＝アーヒラ（ジュマーダル＝アーヒラなども） | جمادى الثانية (Ǧumādā ṯ-Ṯāniya / Jumādā al-Thāniyah) あるいは جمادى الآخر (Ǧumādā l-Āḫira / Jumādā al-Ākhirah) | 第２の大地がかたまる月   |                                                                                                |            |
| 第7月    | ラジャブ | رجب (Raǧab / Rajab)                                                                                            | 戦いを慎む月             | 27日から 『イスラー・ワ・ミーラージュ （預言者の天国昇天）』                                   | 該当       |
| 第8月    | シャアバーン | شعبان (Šaʿbān / Shaʿbān)                                                                                       | 戦いをやめる月           |                                                                                                |            |
| 第9月    | ラマダーン | رمضان (Ramaḍān）                                                                                               | 暑さで大地がこげる月     | 『ラマダーン（断食月）』                                                                       |            |
| 第10月   | シャウワール | شوّال (Šawwāl /Shawwāl)                                                                                         | ラクダの世話をする月     | 1日から 『イード・アル＝フィトル』                                                             |            |
| 第11月   | ズー・アル＝カアダ（ズル=カアダなども）                                                                                            | ذو القعدة (Ḏū l-Qaʿda / Dhū al-Qaʿdah)                                                                         | 戦いをやめ、家に留まる月 |                                                                                                | 該当       |
| 第12月   | ズー・アル＝ヒッジャ（ズル=ヒッジャなども）                                                                                        | ذو الحجّة (Ḏū l-Ḥiǧǧa / Dhū al-Ḥijjah)                                                                          | 巡礼の月                 | 9日 『ウクーフ （巡礼（ハッジ）の中心的行事）』 10日から 『イード・アル＝アドハー （犠牲祭）』 | 該当       |

|        | 出典１                     | 出典２                     | 出典３                 | 出典４                   |
| ------ | -------------------------- | -------------------------- | ---------------------- | ------------------------ |
| 第1月  | ムハッラム                 | ムハッラム                 | ムハッラム             | ムハッラム               |
| 第2月  | サファル                   | サファル                   | サファル               | サファル                 |
| 第3月  | ラビーウ・アルアウワル     | ラビー・アルアッワル       | ラビーウル＝アウワル   | ラビー・アルアッワル     |
| 第4月  | ラビーウ・アッサーニー     | ラビー・アルアーヒル       | ラビーウッ＝サーニー   | ラビー・アッサーニー     |
| 第5月  | ジュマーダー・アルウーラー | ジュマーダー・アルウーラー | ジュマーダル＝アウワル | ジュマーダ・アルアッワル |
| 第6月  | ジュマーダー・アルアーヒラ | ジュマーダー・アルウフラー | ジュマーダッ＝サーニー | ジュマーダ・アッサーニー |
| 第7月  | ラジャブ                   | ラジャブ                   | ラジャブ               | ラジャブ                 |
| 第8月  | シャアバーン               | シャーバーン               | シャアバーン           | シャーバーン             |
| 第9月  | ラマダーン                 | ラマダーン                 | ラマダーン             | ラマダーン               |
| 第10月 | シャウワール               | シャッワール               | シヤウワール           | シャッワール             |
| 第11月 | ズー・アルカアダ           | ズー・アルカーダ           | ズル＝カイダ           | ズー・アルカーダ         |
| 第12月 | ズー・アルヒッジャ         | ズー・アルヒッジャ         | ズル＝ヒッジャ         | ズー・アルヒッジャ       |

## 1か月の長さと置閏
月と季節の関係は、預言者ムハンマドが断ち切った。そこで行われたのが、閏調整を禁じることであり、純粋に天体の月に頼ること、そして信頼できる目撃者が夜空に新しい月を観測したときに月を始めることであった。
しかし、予測不可能な観測に基づいた暦が天文学には無益であるため、1つの理論モデルが考え出された。それは奇数の月を30日、偶数の月を29日とし、全部で354日とするものである。朔望月は実際は29日と半日よりも少し長いため、このモデルにおける1年は12の月期分に0.36708日分、つまり8時間48分36秒よりもちょっと少ない値分、足りない。それを補うために、年によっては最後の月を29日ではなく30日としている。この追加日は現時点、30年周期で11回、すなわち2, 5, 7, 10, 13, 16, 18, 21, 24, 26, 29年目に置かれている。追加日のお陰で不足分は0.0124日=17分51.36秒までに縮まっているが、イスラムの歴史を通じこれが統一的な習慣になったことはない。

### 追加日の累計回数と閏年の関係
{\displaystyle t} を「（ヒジュラ暦元年からの）追加日（閏日）の累計回数」とし、{\displaystyle y_{t}} を「追加日が挿入される年」（閏年）とすると、床関数と天井関数を用いることで、以下の数式が成り立つ（オンライン整数列大辞典の数列 A057347）。
{\displaystyle y_{t}=\left\lfloor {\frac {30t-4}{11}}\right\rfloor =\left\lceil {\frac {30t-14}{11}}\right\rceil }
実際、{\displaystyle t} を1から順に11まで増加させると、{\displaystyle y_{t}} の値は上記と同じく、
2, 5, 7, 10, 13, 16, 18, 21, 24, 26, 29
となる。
一方、「ヒジュラ暦での年数」を基に「（ヒジュラ暦元年からの）追加日（閏日）の累計回数」を求めるには、前者を {\displaystyle y}、後者を {\displaystyle t_{y}} と置いた時、床関数と天井関数を用いた、
{\displaystyle t_{y}=\left\lfloor {\frac {11y+14}{30}}\right\rfloor =\left\lceil {\frac {11y-15}{30}}\right\rceil }
という数式を使えばよい。

## 西暦対応表
以下に、ヒジュラ暦と西暦（グレゴリオ暦）の対応表を示す。
ただし、次の2点に注意すること。
1. 表内の日付は協定世界時によるため、9時間の時差がある（日本時間は協定世界時に比べて9時間早い）。
2. ヒジュラ暦において1日は、西暦のように午前0時から始まるのではなく日没から始まる。したがって、表内の日付は正確なものではなく、概ねその前日の日没から始まるものとして考える。地域や宗派などによっては、1日あるいは2日程度の誤差があり得る[7]。

### 540日前-10日前
[]
| 相対的な日付 | グレゴリオ暦  | ヒジュラ暦     | 相対的な日付 | グレゴリオ暦   | ヒジュラ暦     |
| ------------ | ------------- | -------------- | ------------ | -------------- | -------------- |
| 540日前      | 2024年1月21日 | 1445年7月10日  | 270日前      | 2024年10月17日 | 1446年4月13日  |
| 530日前      | 2024年1月31日 | 1445年7月20日  | 260日前      | 2024年10月27日 | 1446年4月23日  |
| 520日前      | 2024年2月10日 | 1445年7月30日  | 250日前      | 2024年11月6日  | 1446年5月4日   |
| 510日前      | 2024年2月20日 | 1445年8月10日  | 240日前      | 2024年11月16日 | 1446年5月14日  |
| 500日前      | 2024年3月1日  | 1445年8月20日  | 230日前      | 2024年11月26日 | 1446年5月24日  |
| 490日前      | 2024年3月11日 | 1445年9月1日   | 220日前      | 2024年12月6日  | 1446年6月4日   |
| 480日前      | 2024年3月21日 | 1445年9月11日  | 210日前      | 2024年12月16日 | 1446年6月14日  |
| 470日前      | 2024年3月31日 | 1445年9月21日  | 200日前      | 2024年12月26日 | 1446年6月24日  |
| 460日前      | 2024年4月10日 | 1445年10月1日  | 190日前      | 2025年1月5日   | 1446年7月5日   |
| 450日前      | 2024年4月20日 | 1445年10月11日 | 180日前      | 2025年1月15日  | 1446年7月15日  |
| 440日前      | 2024年4月30日 | 1445年10月21日 | 170日前      | 2025年1月25日  | 1446年7月25日  |
| 430日前      | 2024年5月10日 | 1445年11月2日  | 160日前      | 2025年2月4日   | 1446年8月5日   |
| 420日前      | 2024年5月20日 | 1445年11月12日 | 150日前      | 2025年2月14日  | 1446年8月15日  |
| 410日前      | 2024年5月30日 | 1445年11月22日 | 140日前      | 2025年2月24日  | 1446年8月25日  |
| 400日前      | 2024年6月9日  | 1445年12月2日  | 130日前      | 2025年3月6日   | 1446年9月6日   |
| 390日前      | 2024年6月19日 | 1445年12月12日 | 120日前      | 2025年3月16日  | 1446年9月16日  |
| 380日前      | 2024年6月29日 | 1445年12月22日 | 110日前      | 2025年3月26日  | 1446年9月26日  |
| 370日前      | 2024年7月9日  | 1446年1月2日   | 100日前      | 2025年4月5日   | 1446年10月6日  |
| 360日前      | 2024年7月19日 | 1446年1月12日  | 90日前       | 2025年4月15日  | 1446年10月16日 |
| 350日前      | 2024年7月29日 | 1446年1月22日  | 80日前       | 2025年4月25日  | 1446年10月26日 |
| 340日前      | 2024年8月8日  | 1446年2月2日   | 70日前       | 2025年5月5日   | 1446年11月7日  |
| 330日前      | 2024年8月18日 | 1446年2月12日  | 60日前       | 2025年5月15日  | 1446年11月17日 |
| 320日前      | 2024年8月28日 | 1446年2月22日  | 50日前       | 2025年5月25日  | 1446年11月27日 |
| 310日前      | 2024年9月7日  | 1446年3月3日   | 40日前       | 2025年6月4日   | 1446年12月7日  |
| 300日前      | 2024年9月17日 | 1446年3月13日  | 30日前       | 2025年6月14日  | 1446年12月17日 |
| 290日前      | 2024年9月27日 | 1446年3月23日  | 20日前       | 2025年6月24日  | 1446年12月27日 |
| 280日前      | 2024年10月7日 | 1446年4月3日   | 10日前       | 2025年7月4日   | 1447年1月8日   |

### 今日-540日後
[]
| 相対的な日付 | グレゴリオ暦   | ヒジュラ暦     | 相対的な日付 | グレゴリオ暦   | ヒジュラ暦     |
| ------------ | -------------- | -------------- | ------------ | -------------- | -------------- |
| 今日         | 2025年7月14日  | 1447年1月18日  | —            | —              | —              |
| 10日後       | 2025年7月24日  | 1447年1月28日  | 280日後      | 2026年4月20日  | 1447年11月3日  |
| 20日後       | 2025年8月3日   | 1447年2月8日   | 290日後      | 2026年4月30日  | 1447年11月13日 |
| 30日後       | 2025年8月13日  | 1447年2月18日  | 300日後      | 2026年5月10日  | 1447年11月23日 |
| 40日後       | 2025年8月23日  | 1447年2月28日  | 310日後      | 2026年5月20日  | 1447年12月3日  |
| 50日後       | 2025年9月2日   | 1447年3月9日   | 320日後      | 2026年5月30日  | 1447年12月13日 |
| 60日後       | 2025年9月12日  | 1447年3月19日  | 330日後      | 2026年6月9日   | 1447年12月23日 |
| 70日後       | 2025年9月22日  | 1447年3月29日  | 340日後      | 2026年6月19日  | 1448年1月3日   |
| 80日後       | 2025年10月2日  | 1447年4月9日   | 350日後      | 2026年6月29日  | 1448年1月13日  |
| 90日後       | 2025年10月12日 | 1447年4月19日  | 360日後      | 2026年7月9日   | 1448年1月23日  |
| 100日後      | 2025年10月22日 | 1447年4月29日  | 370日後      | 2026年7月19日  | 1448年2月3日   |
| 110日後      | 2025年11月1日  | 1447年5月10日  | 380日後      | 2026年7月29日  | 1448年2月13日  |
| 120日後      | 2025年11月11日 | 1447年5月20日  | 390日後      | 2026年8月8日   | 1448年2月23日  |
| 130日後      | 2025年11月21日 | 1447年5月30日  | 400日後      | 2026年8月18日  | 1448年3月4日   |
| 140日後      | 2025年12月1日  | 1447年6月10日  | 410日後      | 2026年8月28日  | 1448年3月14日  |
| 150日後      | 2025年12月11日 | 1447年6月20日  | 420日後      | 2026年9月7日   | 1448年3月24日  |
| 160日後      | 2025年12月21日 | 1447年7月1日   | 430日後      | 2026年9月17日  | 1448年4月4日   |
| 170日後      | 2025年12月31日 | 1447年7月11日  | 440日後      | 2026年9月27日  | 1448年4月14日  |
| 180日後      | 2026年1月10日  | 1447年7月21日  | 450日後      | 2026年10月7日  | 1448年4月24日  |
| 190日後      | 2026年1月20日  | 1447年8月1日   | 460日後      | 2026年10月17日 | 1448年5月5日   |
| 200日後      | 2026年1月30日  | 1447年8月11日  | 470日後      | 2026年10月27日 | 1448年5月15日  |
| 210日後      | 2026年2月9日   | 1447年8月21日  | 480日後      | 2026年11月6日  | 1448年5月25日  |
| 220日後      | 2026年2月19日  | 1447年9月2日   | 490日後      | 2026年11月16日 | 1448年6月5日   |
| 230日後      | 2026年3月1日   | 1447年9月12日  | 500日後      | 2026年11月26日 | 1448年6月15日  |
| 240日後      | 2026年3月11日  | 1447年9月22日  | 510日後      | 2026年12月6日  | 1448年6月25日  |
| 250日後      | 2026年3月21日  | 1447年10月2日  | 520日後      | 2026年12月16日 | 1448年7月6日   |
| 260日後      | 2026年3月31日  | 1447年10月12日 | 530日後      | 2026年12月26日 | 1448年7月16日  |
| 270日後      | 2026年4月10日  | 1447年10月22日 | 540日後      | 2027年1月5日   | 1448年7月26日  |

## 曜日名
ヒジュラ暦での曜日名は専らアラビア語による。
| 日本語 | 原義     | アラビア語 | 翻字         | 翻字             |
| 日本語 | 原義     | アラビア語 | ラテン文字   | カタカナ         |
| ------ | -------- | ---------- | ------------ | ---------------- |
| 土曜日 | シャバト | السبت      | al-Sabt      | アッ＝サブト     |
| 日曜日 | １       | الأحد      | al-Ahad      | アル＝アハド     |
| 月曜日 | ２       | الاثنين    | al-Ithnayn   | アル＝イスナイン |
| 火曜日 | ３       | الثلاثاء   | al-Thalatha' | アッ＝サラーサー |
| 水曜日 | ４       | الأربعاء   | al-Arba'a'   | アル＝アルバアー |
| 木曜日 | ５       | الخميس     | al-Khamis    | アル＝ハミース   |
| 金曜日 | 集まる   | الجمعة     | al-Jum'a     | アル＝ジュムア   |

## 古典アラビア語での日付の数え方
古典アラビア語では、現代のものとは異なる、別の日付の数え方も存在した。それは以下の通りである。
1. 月の初日が（日中において）「一晩が過ぎ去った」と表される。
2. 同様に、14日まで「何晩過ぎ去った」という形で続く。
3. 15日は「真ん中」と呼ばれる。
4. 16日以降は、「14晩残っている」のように、数が減らされながら呼ばれる。